# Světová výstava 1933
Světová výstava 1933 známá také jako Mezinárodní výstava století pokroku (A Century of Progress International Exposition) byla mezinárodní výstava, registrovaná pod hlavičkou Mezinárodního úřadu pro výstavnictví (BIE), která se konala v letech 1933–1934 v Chicagu ve státě Illinois ve Spojených státech amerických. Výstava byla oslavou stého výročí založení města a jejím cílem bylo demonstrovat vzestup metropole, která se za poměrně krátkou dobu stala jedním z největších měst světa. Tématem výstavy proto bylo Století pokroku. Zároveň se město snažilo vylepšit si pochybnou pověst, kterou v posledních letech získalo v souvislosti s činností mafie a korupcí.
Výstava byla koncipována převážně ve stylu art deco a jejím cílem bylo odvést myšlenky návštěvníků od velké hospodářské krize a naznačit jim úžasnou budoucnost, která je čeká, až těžké časy skončí. Tématem veletrhu byly technologické inovace a motto znělo „Věda objevuje, průmysl aplikuje, člověk se přizpůsobuje“, což vyjadřovalo poselství, že věda a život v Americe jsou propojeny. Cílem bylo ukázat nejmodernější vědecké objevy a nové možnosti, které se tak lidstvu nabízejí.
Architektonickým symbolem výstavy byla lanovka Sky Ride, které dominovaly dvě 190 metrů vysoké věžě, v té době nejvyšší stavby ve městě.
Výstava, která měla původně připomínat minulost Chicaga, se uprostřed velké hospodářské krize stala symbolem naděje pro budoucnost Chicaga a Ameriky. Přestože se výstavy zúčastnilo pouze 19 zemí, byla natolik úspěšná, že po prvních šesti měsících v roce 1933 se znovu na několik měsíců otevřela v roce 1934. V prvním roce přišlo 22,3 milionu návštěvníků a ve druhém dalších 16,6 milionu. Po ekonomické stránce výstava neskončila ztrátou, obě části dohromady pokryly finanční dluh pořadatele a dokonce přinesly mírný zisk, který byl nicméně nižší než se očekávalo.

## Přípravy a trvání výstavy
Ve 20. letech 20. století bylo Chicago sužováno mafií, ve městě bujela korupce a organizovaný zločin a trpělo špatnou pověstí. V roce 1929 se město rozhodlo uspořádat druhou světovou výstavu, aby se pokusilo zlepšit svou místní i mezinárodní reputaci. První výstava se konala v roce 1893 u příležitosti 400 let od objevení Ameriky. Přestože plánování veletrhu začalo ještě před krizí, v době jeho otevření 27. května 1933 chicagští podnikatelé a politici doufali, že turisté, které veletrh přiláká, pomohou nastartovat hospodářskou obnovu města.
Výstava se konala ke stému výročí vzniku Chicaga, které se v uplynulém století rozvinulo z osady s pár dřevěnými domky, až k jednomu z největších měst světa s třemi a půl miliony obyvatel. V roce 1933 už Chicago nebylo pohraniční výspou, ale díky železnici se stalo významným národním dopravním centrem, průmyslovým centrem zpracování masa a druhým největším městem ve Spojených státech. Tématem výstavy bylo „Století pokroku“, rozvoj moderních věd a jejich využití v průmyslu. Cílem bylo ukázat nejmodernější vědecké objevy a nové možnosti, které se tak lidstvu nabízejí.
U velkých akcí tohoto typu bylo v USA obvyklé, že byly financovány výhradně ze soukromých prostředků. Přestože burza začala vykazovat známky nebezpečí, byly 28. října 1929 vytištěny dluhopisy v hodnotě 10 milionů dolarů. Následujícího dne se americká burza zhroutila, bylo to nechvalně známé „černé úterý“. Ekonomická krize způsobila, že se řada zemí zřekla účasti na veletrhu nebo se zaměřila na menší expozice namísto plnohodnotných pavilonů. Omezené finanční prostředky vedly také k větší spolupráci mezi vystavovateli, neboť v některých případech se průmyslová odvětví a další zájmové skupiny rozhodly sdílet tematické budovy namísto provozování vlastních. Dalším novým a jedinečným rysem druhé světové výstavy v Chicagu byl důraz na vědu, průmysl a úroveň účasti firem, které sponzorovaly velké firemní pavilony, aby veletrh využily jako součást nových marketingových aktivit.
Přestože účast přislíbilo pouze 19 zemí, organizátoři pokračovali s přípravami a výstava byla otevřena 27. května 1933 a probíhala do 12. listopadu 1933. Byla natolik úspěšná, že byla znovu otevřena od června do října následujícího roku. Během prvního ročníku přišlo přibližně 22,3 milionu návštěvníků a během druhého otevření dalších 16,6 milionu. Celkové příjmy z obou částí výstavy dohromady pokryly finanční dluh pořadatele a výstava skončila s mírným ziskem.

## Areál výstaviště

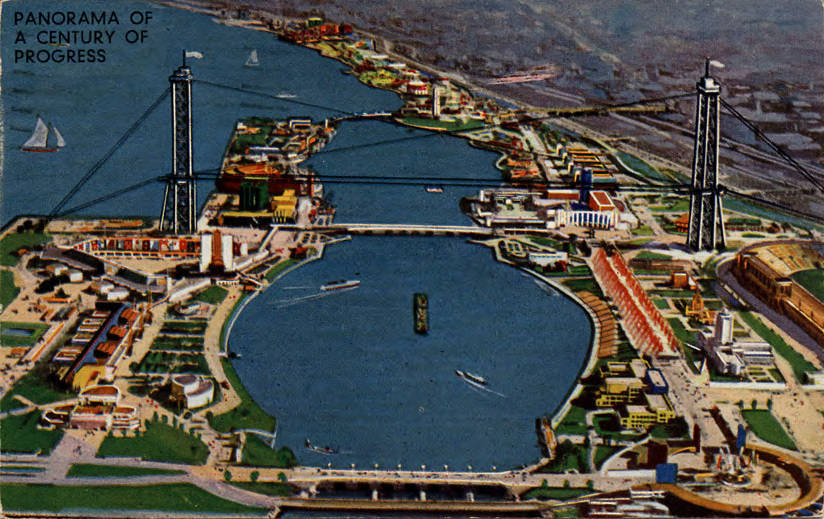
Panorama Světové výstavy 1933

Organizátoři si vybrali impozantní areál o rozloze více než 170 ha v Burnhamově parku podél Michiganského jezera. Kromě nepravidelného pobřežního pásu zahrnoval také uměle vystavěný Northerly Island propojený s nábřežím mosty a lanovkou. Tím vznikly dvě velké laguny a přirozeně bohatě členitý charakter výstaviště nabízel dlouhé pobřežní promenády a vytvářel specifickou působivou atmosféru.
Většina budov veletrhu byla pouze dočasného charakteru. Jednalo se o konstrukce na lehkých ocelových rámech pokryté azbestovými a sádrokartonovými deskami, překližkou a dalšími materiály. Výstavní budovy byly různobarevné, aby vytvořily „duhové město“ ve srovnání s „bílým městem“ předchozí Světové výstavy v Chicagu. Budovy se obecně řídily modernistickou architekturou na rozdíl od neoklasicistních motivů použitých na veletrhu v roce 1893. Většina pavilonů byla bez oken, osvětlení interiérů zajišťovala elektrická světla, často v zářivých neonových barvách. Pro noční prezentaci budov bylo velké množství budov vybaveno speciálně navrženým vnějším osvětlením. Mnohé z budov se vyznačovaly také prvky ve stylu art deco, které upřednostňují odvážné geometrické vzory, symetrii, stylizované přírodní formy a výrazné barvy.

## Expozice

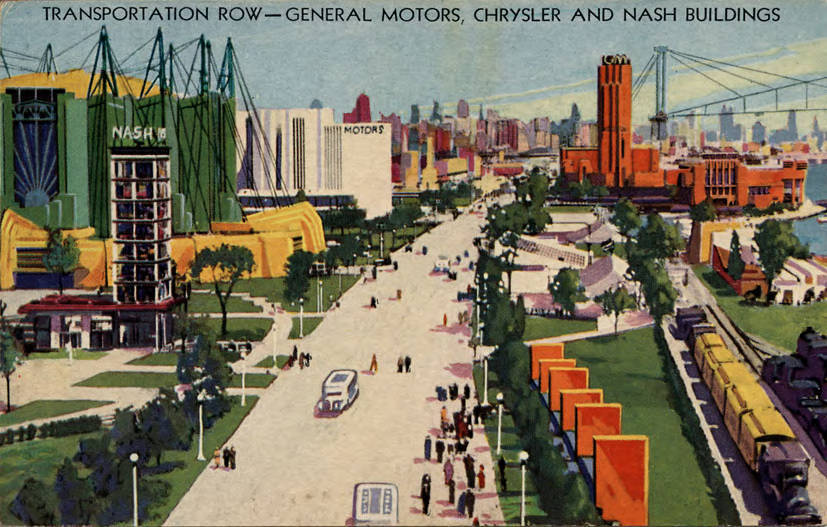
Pavilony společností General Motors, Chrysler a Nash

Na výstavě se představily pavilony jednotlivých vystavujících zemí, firem a institucí. Oproti devíti firemním pavilonům v roce 1893 jich zde bylo přes dvacet a nabízely nejnovější vychytávky pro domácnost a auta. House of Tomorrow (Dům zítřka) architekta George Kecka prezentoval syntetické stavební materiály a předpovídal budoucnost, v níž budou myčky nádobí a klimatizace běžnou součástí domácnosti.
Hlavní budovou se stal Palác vědy od architekta Paula Creta. Stavba ve tvaru písmene U se vyznačovala nádvořím upraveným na otevřené auditorium pro dvacet tisíc posluchačů. Na jihovýchodním rohu budovy se tyčila 53m vysoká vež se zvonkohrou. Výstava představila vývoj základních věd jako je matematika, fyzika, chemie, biologie a geologie. Návštěvníci si mohli sami provádět různé pokusy nebo požádat o jejich demonstraci.
V paláci elektřiny s radiovým a komunikačním pavilonem byly prezentovány komunikační prostředky jako telefon, rozhlas a začátky televize, v dopravní budově pak železnice nebo automobily. Federální vláda představila vlastní výstavní palác, jemuž dominovaly tři trojboké pylony reprezentující nejvyšší moc zákonodárnou, soudní a výkonnou.
Henry Ford, který trval na tom, aby se jeho společnost veletrhu v roce 1933 neúčastnila, změnil názor poté, co viděl, jakou publicitu svým výrobkům zajistila konkurenční společnost General Motors prostřednictvím funkčního modelu jejich montážní linky. Společnost Ford Motor postavila pro druhou část veletrhu třicet metrů dlouhou budovu za pět milionů dolarů. Uvnitř byla vystavena montovna automobilů, glóbus znázorňující mezinárodní aktivity společnosti a modely historických dálnic. Expozice Fordu se stala nejoblíbenějším pavilonem veletrhu v roce 1934.
Československo mělo na chicagské výstavě vlastní výstavní pavilon, jehož autorem byl architekt Kamil Roškot.
Výstavy jsou úžasnou příležitostí ukázat světu inovace a sílu dané země. Německo nicméně považovalo Expo 1933 nejen za nástroj prezentace své země, ale také za nástroj propagandy. Jen několik měsíců poté, co se Hitler stal kancléřem, byla na oblohu nad Expo vypuštěna vzducholoď s nacistickou svastikou.

### Největší letecká výstava
Vedle vědeckých objevů a inovací výstava nabídla obzvláště důležitý prostor letectví a stala se největší výstavou, která se v tomto oboru konala.

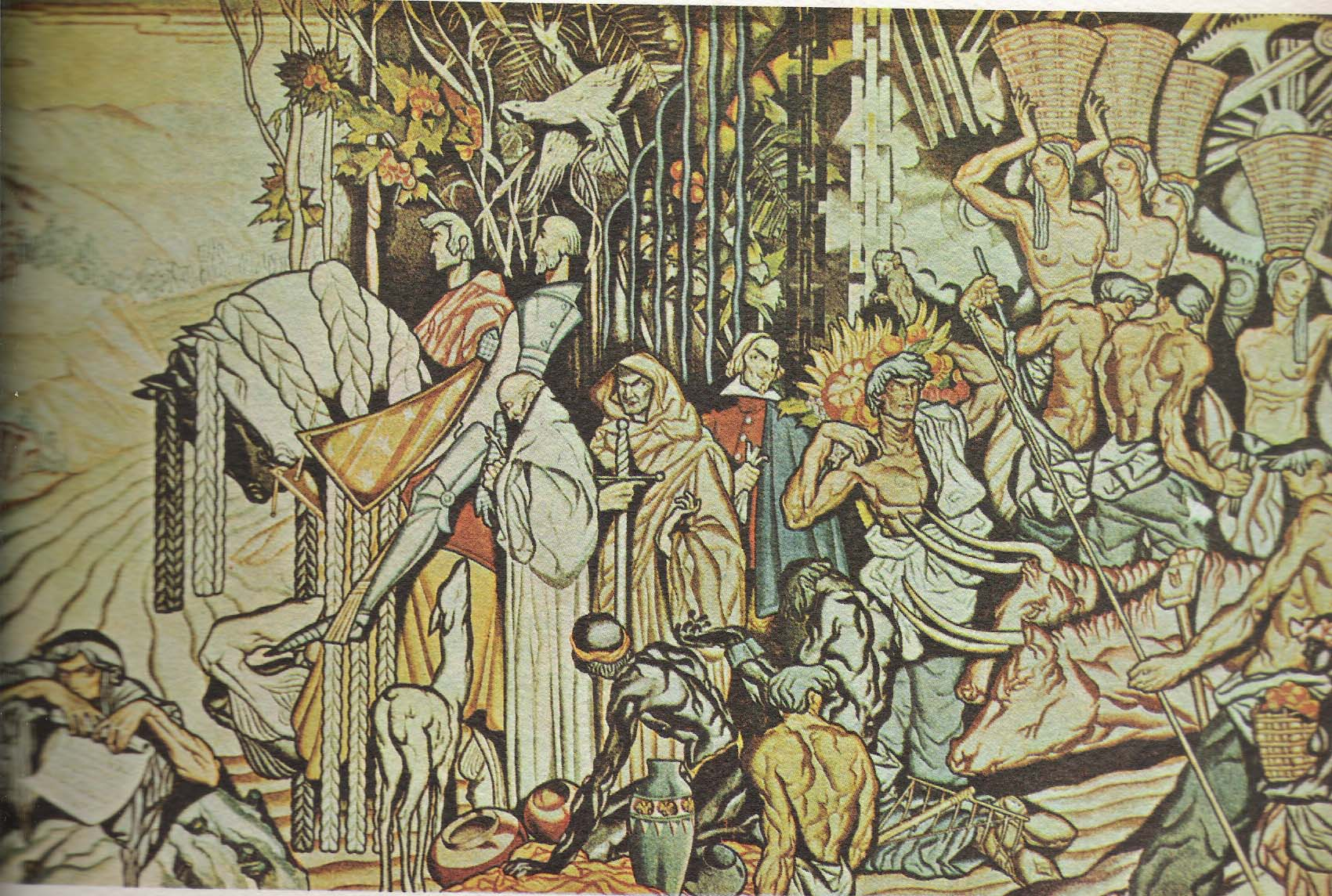
Nástěnná malba na Světové výstavě 1933

### Umění na veletrhu
Návštěvníci si mohli na veletrhu prohlédnout sochy, obrazy a další umělecká díla vytvořená speciálně pro veletržní budovy, i exponáty v jednotlivých pavilonech. Většina uměleckých děl objednaných pro budovy měla alegorický charakter, jako například díla ze zemědělské budovy a budovy pro energetiku. Ačkoli pro výstavu vzniklo mnoho soch, nástěnných maleb a dalších uměleckých děl, dnes se z veletržního umění zachovalo jen málo.
Umělecká díla byla k vidění také v interiéru budov a výstavních halách veletrhu. Příkladem je osmnáctimetrová nástěnná malba Pokrok žen, která vznikla pro expozici Národní rady žen v pavilonu společenských věd. Autorkou nástěnné malby je Hildreth Meière, umělkyně a mozaikářka spojený se stylem art deco. Na levé straně nástěnné malby jsou v pozadí namalovány vězeňské mříže, které se postupně vzdalují, až zmizí u ilustrace volebního práva žen. Výstavu doplňovaly předměty a dokumenty spojené se slavnými ženami zobrazenými na nástěnné malbě.
Ve druhém roce výstavy se podařilo zajistit účast dvou největších symfonických orchestrů v Americe, Detroitského a Chicagského symfonického orchestru, které během letních měsíců na výstavě denně koncertovaly.

## Zábavní atrakce
- Sky Ride – největším lákadlem byla jízda v oblacích: dvě 190 metrů vysoké věže vzdálené od sebe 560 metrů spojovala lanovka, která umožňovala návštěvníkům přejet přes lagunu na druhou stranu veletrhu a nabízela panoramatický výhled na výstaviště. V noci kabiny lanovky proměňovala světelná show v rakety. Stavba nicméně nebyla koncipována pro dlouhodobé použití a po skončení výstavy byla odstraněna.[1][2]

- Belgická vesnice – Belgie na výstavě vytvořila jeden z prvních zábavních parků na světě, který údajně inspiroval Walta Disneyho k otevření vlastního parku v Kalifornii.[2]

## Po skončení výstavy
Na konci sezóny 1934 byly veletržní budovy strženy a památky na veletrh roztroušeny po celé zemi. Veletrh připomíná jedna ze čtyř červených hvězd na chicagské vlajce.
Výstava sice nezanechala žádné trvalé budovy, ale poskytla finanční podporu několika chicagským muzeím, včetně Muzea vědy a průmyslu, které do svých stálých sbírek získalo také některé exponáty z výstavy. Na pozemcích výstaviště později vzniklo kongresové centrum McCormick Place a letiště Meigs Field, které se po uzavření proměnilo v park Northerly Island na břehu Michiganského jezera.